# Somers (Montana)
Somers is een plaats (census-designated place) in de Amerikaanse staat Montana, en valt bestuurlijk gezien onder Flathead County.

## Demografie
Bij de volkstelling in 2000 werd het aantal inwoners vastgesteld op 556.

## Geografie
Volgens het United States Census Bureau beslaat de plaats een oppervlakte van
5,4 km², waarvan 5,3 km² land en 0,1 km² water. Somers ligt op ongeveer 887 m boven zeeniveau.

## Plaatsen in de nabije omgeving
De onderstaande figuur toont nabijgelegen plaatsen in een straal van 20 km rond Somers.